# Breurey-lès-Faverney
Breurey-lès-Faverney là một xã thuộc tỉnh Haute-Saône trong vùng Bourgogne-Franche-Comté phía đông nước Pháp.